# Camillo Crema
Camillo Crema (Alessandria, 11 novembre 1869 – Roma, 30 gennaio 1950) è stato un geologo, paleontologo e sismologo italiano.

## Biografia
Si è laureato all'Università di Torino prima in ingegneria civile (1893), poi in scienze naturali (1895). Dopo aver vinto un concorso per lavorare presso il Corpo delle miniere, si è perfezionato a Parigi. A fine secolo è passato all'Ufficio geologico, di cui diverrà direttore nel 1934. È stato presidente della Società geologica italiana (1938), vicepresidente della Société géologique de France (1940), membro del CNR fin dal 1923, anno della sua istituzione, nonché socio dell'Accademia delle scienze di Torino e membro di numerose commissioni governative e di consessi tecnico-scientifici, sia nazionali che internazionali.
Si è occupato di indagini a carattere geologico, geoapplicativo e minerario, in particolare con la stesura dei fogli geologici di diverse aree dell'Italia centrale e meridionale. Hanno anche avuto rilievo i depositi di bauxite che rinvenne in Terra d'Otranto e sul Gargano, così come gli studi di problemi idrografici, per i quali ha predisposto e fatto attuare, come nel caso della Cirenaica, appositi piani e programmi.  Ritenne fondamentale la formazione di un archivio idrografico nazionale, anche al fine di prevenire i dissesti in atto negli Appennini, in special modo di quello Abruzzese.
Si è anche interessato di fenomeni sismici, tanto che la sua esperienza in materia, anche in termini organizzativi, si è rivelata utile a seguito dei terremoti di Calabria e Sicilia (1908), della Marsica (1915) e del Vulture (1930). Tutta la sua attività è testimoniata, tra l'altro, da oltre 900 pubblicazioni, tra saggi, articoli, memorie e atti.